# 谢燮禾
谢燮禾（1941年7月24日—），男，江苏江阴人，中华人民共和国外交官，曾任中华人民共和国驻马赛总领事兼驻摩纳哥总领事。

## 生平
1959年，考入北京外国语学院法语系。毕业后进入外交学院深造，并入选外交部翻译室法文组工作。1965年，赴法国格勒诺布尔大学和巴黎政治学院学习。1970年，进入中华人民共和国外交部工作，先后在外交部翻译室、驻法国大使馆任职，后任外交部翻译室副主任。1996年8月，出任中华人民共和国驻马赛总领事兼驻摩纳哥总领事。2000年7月，自驻马赛总领事兼驻摩纳哥总领事离任。